# Michael Brown (labdarúgó)
Michael Robert Brown (Hartlepool, 1977. január 25. –) angol labdarúgó, jelenleg a Leeds United játékosa.

## Sikerei, díjai
Manchester City
- Harmadosztály rájátszás győztes: 1999
- Az év játékosa: 1998

Sheffield United
- Az év játékosa: 2002

Portsmouth
- Angol kupa ezüstérmes: 2010

## Fordítás
- Ez a szócikk részben vagy egészben  a   Michael Brown (footballer born 1977) című angol Wikipédia-szócikk fordításán alapul.  Az eredeti cikk szerkesztőit annak laptörténete sorolja fel. Ez a jelzés csupán a megfogalmazás eredetét és a szerzői jogokat jelzi, nem szolgál a cikkben szereplő információk forrásmegjelöléseként.